# Babhulgaon
Babhulgaon is een census town in het district Hingoli van de Indiase staat Maharashtra. 

## Demografie
Volgens de Indiase volkstelling van 2001 wonen er 6600 mensen in Babhulgaon, waarvan 52% mannelijk en 48% vrouwelijk is. De plaats heeft een alfabetiseringsgraad van 47%. 